# Medusa (sommergibile 1912)
Il Medusa è stato un sommergibile della Regia Marina.

## Storia
Fu il primo sommergibile italiano ad adottare, per la navigazione in superficie, un motore diesel. Si tratta di motore esacilindrico in linea, della potenza di 300 CV, che rappresenta il primo motore diesel a due tempi, progettato e costruito dalla FIAT nel 1909 appositamente per questo impiego.
Terminate le lunghe prove a La Spezia, fu assegnato alla I Squadriglia Sommergibili e dislocato a La Maddalena, trascorrendo un periodo di continuo addestramento.
Il 14 settembre 1912 fu inviato a La Spezia per lavori protrattisi per un anno e mezzo, potendo tornare alla Maddalena solo il 17 maggio 1914; assunse il ruolo di caposquadriglia.
Il 1º luglio 1914 il Medusa fu fatto tornare a La Spezia, alla cui difesa venne destinato, inquadrato nella II Squadriglia Sommergibili.
Il 15 marzo 1915 – comandante dell'unità era il tenente di vascello Alessandro Vitturi – fu di nuovo trasferito alla I Squadriglia, con dislocazione a Venezia: compì il lungo viaggio di circumnavigazione della penisola italiana dapprima al traino dell'unità appoggio Napoli, fino a Taranto, e poi, sino a Venezia, da un'altra nave appoggio, la Liguria. Durante il rimorchio nell'Adriatico il sommergibile, per via della nebbia, finì incagliato duecento metri a sudest dello scoglio di San Clemente, non lontano da Ancona. Per il disincaglio, oltre al Liguria, furono necessari i rimorchiatori San Marco ed Hellespont.
Dopo l'ingresso dell'Italia nel primo conflitto mondiale – all'epoca il Medusa era a Venezia e ne era ancora comandante il tenente di vascello Vitturi – operò in funzione offensiva contro le rotte mercantili austro-ungariche e contro i porti avversari dell'Alto Adriatico, con lo svolgimento di missioni di breve durata.
L'8 giugno 1915, mentre l'equipaggio – l'unità era ormeggiata a Venezia – era impegnato nella riparazione dei motori che davano problemi, ricevette l'ordine di portarsi in agguato tra Umago e Punta Salvore e di stazionarvi sino al 9, con ritorno previsto per il 10 mattina.
La missione si svolse senza particolari avvenimenti, anche se si ebbe il problema dei motori diesel che si guastarono più volte, obbligando all'immersione ed alla navigazione con quelli elettrici mentre venivano effettuate le riparazioni. Alle 20.30 del 9 il sommergibile si posò sul fondale al largo di Cortellazzo, per il pernottamento.
Il 10 giugno, di mattina, il Medusa intraprese la navigazione di rientro, percorrendo in superficie la rotta di sicurezza, ormai all'interno della linea pattugliata dalle torpediniere italiane. L'unità navigava ad 8 nodi, propulsa principalmente dal motore di dritta ed affiancata da una torpediniera; in coperta ed in torretta vi erano il comandante Vitturi, il comandante in seconda, tenente di vascello Giobatta Carniglia, il timoniere marinaio Costanzo Salvatore ed altri tre marinai di vedetta, mentre gli altri componenti l'equipaggio si stavano preparando al rientro sottocoperta.
Verso le 6.15 – in quel momento il Medusa si trovava al largo delle Bocche di Lido – fu avvistato un siluro a neanche una ventina di metri dal sommergibile; il comandante Vitturi impartì l'ordine di virare a dritta per cercare di evitarlo ed alcuni uomini, tra cui il tenente di vascello Carniglia, abbandonarono l'unità che subito dopo fu centrata dal siluro ed affondò di poppa in 30-40 secondi.
Con il Medusa scomparvero il comandante Vitturi, tre sottufficiali, 9 marinai ed un operaio del cantiere di costruzione.
Si salvarono solo il tenente di vascello Carniglia, un sottocapo elettricista gravemente ferito e tre marinai uomini, che si rifugiarono su una boa che galleggiava nelle vicinanze e furono recuperati e fatti prigionieri due ore dopo dall'unità affondatrice, il sommergibile austroungarico U 11 (ex tedesco UB 15).
Alcuni giorni dopo l'affondamento alcune unità partite da Venezia individuarono il relitto del Medusa nel punto 45°24'14” N e 12°41' E, ma si decise di non recuperarlo perché gli attacchi dei sommergibili avversari avrebbero messo a rischio le unità impegnate in tale operazione.
Nel 1956 la Cooperativa Triestina Goriup richiese alla Marina Militare i permessi per recuperare il relitto del sommergibile. Ottenuta la concessione, il Medusa fu imbracato con due cavi e riportato in superficie, il 18 agosto 1956, dal pontone Velj Joze. Lo scafo fu quindi trainato a Punta Sabbioni (fuori dal porto di Lido) ed ispezionato: all'interno vi erano una cinquantina di tonnellate di sabbia e fango e i resti di tredici uomini dell'equipaggio. I resti dei caduti furono sepolti con gli onori militari presso il Sacrario di Redipuglia ed il relitto fu smantellato.
L'estrema prua del Medusa ed altre componenti (tra cui il timone) sono esposte presso il Museo storico navale di Venezia. Il motore sinistro è esposto al Museo Storico dei Motori e dei Meccanismi di Palermo ,  mentre il motore destro è conservato al Museo Nazionale della Scienza e della Tecnologia di Milano.